# Harry McCoy
Harry McCoy (10 de dezembro de 1889 – 1 de setembro de 1937) foi um ator e roteirista norte-americano.
Nascido em Filadélfia, Pensilvânia, ele atuou em 155 filmes entre 1912 a 1935.
McCoy teve uma passagem pelo Keystone em filmes de Charlie Chaplin, como Mabel at the Wheel (1914), His New Profession (1914), The Masquerader (1914) e Tillie's Punctured Romance (1914). Harry McCoy faleceu em Hollywood, Califórnia.

## Filmografia selecionada
- He Would a Hunting Go (1913)
- Fatty and Minnie He-Haw (1914)
- Getting Acquainted (1914)
- His New Profession (1914)
- The Masquerader (1914)
- The Face on the Bar Room Floor (1914)
- The Property Man (1914)
- Mabel's Married Life (1914)
- Mabel's Busy Day (1914)
- Mabel's Blunder (1914)
- Caught in a Cabaret (1914)
- Mabel at the Wheel (1914)
- Mabel's Strange Predicament (1914)
- In the Clutches of the Gang (1914)
- A Village Scandal (1915)
- Fatty's Chance Acquaintance (1915)
- Fatty's Reckless Fling (1915)
- Mabel and Fatty's Wash Day (1915)
- The Garage (1920)
- Stick Around (1925)
- A Little Bit of Fluff (1928)
- Won by a Neck (1930)